# Amallothrix valida
Amallothrix valida är en kräftdjursart som först beskrevs av Farran 1908.  Amallothrix valida ingår i släktet Amallothrix och familjen Scolecitrichidae. Inga underarter finns listade i Catalogue of Life.